# باريس تورز 2001
باريس تورز 2001 (بالفرنسية: Paris-Tours 2001)‏ هو سباق دراجات هوائية، وهو الموسم رقم 95 من باريس تورز، وأقيم في 7 أكتوبر 2001 ضمن سباقات كأس العالم لسباق الدراجات على الطريق 2001 ‏.
فاز بالمركز الأول ريتشارد فيرينك، وبالمركز الثاني أوسكار فريري، وبالمركز الثالث إريك تسابل.

## الفائزون
| الترتيب | الفائز         |
| ------- | -------------- |
| الفائز  | ريتشارد فيرينك |
| الثاني  | أوسكار فريري   |
| الثالث  | إريك تسابل     |